# Jessica Grieco
Jessica Grieco (ur. 10 sierpnia 1973 w Allentown) – amerykańska kolarka torowa i szosowa, brązowa medalistka mistrzostw świata.

## Kariera
Pierwsze sukcesy Jessica Grieco osiągała jako juniorka. W 1989 roku zdobyła brązowy medal w wyścigu punktowym, a rok później była druga w tej samej konkurencji oraz wyścigu na dochodzenie i szosowym wyścigu ze startu wspólnego. Ponadto na mistrzostwach świata juniorów w 1991 roku zwyciężyła w wyścigu na dochodzenie, a w sprincie indywidualnym zdobyła srebrny medal. Jako seniorka wywalczyła tylko jeden medal - na mistrzostwach świata w Hamar w 1993 roku zajęła trzecie miejsce w wyścigu punktowym, ulegając jedynie Holenderce Ingrid Harindze i Rosjance Swietłanie Samochwałowej. Nigdy nie startowała na igrzyskach olimpijskich.